# 활천 나들목
활천 나들목(Hwalcheon IC)은 울산광역시 울주군 두서면 활천리에 설치된 경부고속도로의 8번 교차로이다. 2011년 12월 언양 분기점 ~ 영천 나들목 구간 6차로 확장 공사와 함께 착공되었으며 2017년 6월 14일에 개통되었다. 두서면, 두동면 및 경상북도 경주시 내남면 등지로 진출할 수 있다. 건설 당시 가칭은 봉계 나들목 또는 북울산 나들목이었다.

## 연혁
- 2003년 3월 3일 : 2008년까지 나들목 설치를 위해 울산광역시 도시계획시설 교통광장에 울산광역시 울주군 두서면 활천리 일대를 봉계 나들목으로 고시[1][2]
- 2012년 4월 16일 : 2016년까지 언양 ~ 영천 구간 왕복 6차로 확장 공사로 인해 선형 변경으로 울산광역시 울주군 도시계획시설 교통광장 면적 변경[3]
- 2016년 8월 25일 : 2017년 12월까지 언양 ~ 영천 구간 왕복 6차로 확장 공사로 인해 선형 변경으로 울산광역시 울주군 도시계획시설 교통광장에 북울산 나들목으로 고시[4]
- 2017년 6월 14일 : 부산 기점 57.3km에 활천 나들목으로 개통[5]

## 구조물 정보
- 위치: 울산광역시 울주군 두서면 활천리
- 영업소: 울산광역시 울주군 두서면 활천내와로 30-25 (활천리 343-2)

## 접속하는 도로
- 활천내와로
- 간접 연결 : 국도 제35호선 (반구대로, 봉계 교차로 이용)

## 교통량 정보
| 요금소        | 통행량 (대/일) | 통행량 (대/일) | 통행량 (대/일) | 각주  |
| 요금소        | 2017년         | 2018년         | 2019년         | 각주  |
| ------------- | -------------- | -------------- | -------------- | ----- |
| 활천 (폐쇄식) | 1,406          | 1,853          | 2,059          | [ 6 ] |